# Chữ Môn
Chữ Môn là hệ thống văn tự dùng để viết tiếng Môn. Chữ Môn được cho là một trong những nguồn tham khảo tạo nên chữ Miến Điện và chữ Shan cũng như chữ viết của một số thứ tiếng dân tộc ở Myanmar. Chữ Môn cũng được dùng để viết tiếng Pali và tiếng Sanskrit. Chữ Môn cổ có hai hệ. Một hệ của người Môn Dvaravati ở miền Trung Thái Lan có nguồn gốc từ chữ cái Grantha. Một hệ khác của người Môn ở Hạ Miến có nguồn gốc từ chữ cái Kadamba. Cả hai hệ chữ cái Grantha và Kadamba lại có nguồn gốc từ chữ Brahmi ở Ấn Độ.

## Bảng chữ cái trong văn tự tiếng Môn
| က k (/kaˀ/) | ခ kh (/kʰaˀ/) | ဂ g (/kɛ̀ˀ/) | ဃ gh (/kʰɛ̀ˀ/) | ၚ ṅ (/ŋɛ̀ˀ/)     |
| စ c (/caˀ/) | ဆ ch (/cʰaˀ/) | ဇ j (/cɛ̀ˀ/) | ၛ jh (/cʰɛ̀ˀ/) | ဉ / ည ñ (/ɲɛ̀ˀ/) |
| ဋ ṭ (/taˀ/) | ဌ ṭh (/tʰaˀ/) | ဍ ḍ (/ɗaˀ/) | ဎ ḍh (/tʰɛ̀ˀ/) | ဏ ṇ (/naˀ/)     |
| တ t (/taˀ/) | ထ th (/tʰaˀ/) | ဒ d (/tɛ̀ˀ/) | ဓ dh (/tʰɛ̀ˀ/) | န n (/nɛ̀ˀ/)     |
| ပ p (/paˀ/) | ဖ ph (/pʰaˀ/) | ဗ b (/pɛ̀ˀ/) | ဘ bh (/pʰɛ̀ˀ/) | မ m (/mɛ̀ˀ/)     |
| ယ y (/jɛ̀ˀ/) | ရ r (/rɛ̀ˀ/)   | လ l (/lɛ̀ˀ/) | ဝ w (/wɛ̀ˀ/)   | သ s (/saˀ/)     |
| ဟ h (/haˀ/) | ဠ ḷ (/laˀ/)   | ၜ b (/ɓaˀ/) | အ a (/ʔaˀ/)   | ၝ mb (/ɓɛ̀ˀ/)    |

## Cách viết số trong chữ Môn
| Số | Chữ Môn | Chữ Môn  | Chữ Môn |
| Số | Bằng số | Bằng chữ | IPA     |
| -- | ------- | -------- | ------- |
| 0  | ๐       | သုည       | sunɲaˀ  |
| 1  | ၁       | မွဲ        | mòa     |
| 2  | ၂       | ၜါ        | ba      |
| 3  | ၃       | ပိ        | pɔeˀ    |
| 4  | ၄       | ပန်       | pɔn     |
| 5  | ၅       | မသုန်      | pəsɔn   |
| 6  | ၆       | တြဴ        | kərao   |
| 7  | ၇       | ထပှ်       | həpɔh   |
| 8  | ၈       | ဒ္စါံ       | həcam   |
| 9  | ၉       | ဒစိတ်      | həcit   |
| 10 | ၁၀      | စှ်        | cɔh     |